# Tityridae
Los titíridos (Tityridae) son una familia de aves paseriformes del suborden Tyranni que habitan en la América tropical (Neotrópico) en bosques o áreas arboladas. Las aproximadamente treinta  y seis especies agrupadas en siete géneros de esta familia estaban antes repartidas entre las familias Tyrannidae, Pipridae y Cotingidae. Son aves de tamaño pequeño a mediano, la mayoría tiene cola corta y cabeza grande.

## Sistemática
La familia Tityridae fue introducida por el zoólogo británico George Robert Gray en 1840 bajo el nombre de subfamilia «Tityrinae», en una clasificación de géneros de aves. El género tipo definido es Tityra Vieillot, 1816.

### Etimología
El nombre de la familia proviene del nombre del género tipo: «Tityra» que deriva del latín «tityrus»: el nombre de un rústico pastor de ovejas citado por Virgílio en las Éclogas; en la mitología romana, el nombre «Tityri» era dado a los Sátiros de Pan y Baco que tenían comportamiento ruidoso y agresivo, en referencia al comportamiento de las aves del género.

### Taxonomía
Tradicionalmente, el género Laniocera fue incluido en la familia Tyrannidae, los géneros Iodopleura, Laniisoma, Tityra, Pachyramphus y Xenopsaris fueron incluidos en la familia Cotingidae, y Schiffornis fue incluido en la familia Pipridae. Tres de estos géneros, Tityra, Pachyramphus y Xenopsaris, fueron movidos después a Tyrannidae con base en la morfología de sus cráneos y siringes.
La existencia de la familia Tityridae (aunque tratada simplemente como un clado) fue propuesta primero en 1989 con base en la morfología de varios caracteres de la siringe y el esqueleto. La existencia de esta familia ha sido luego confirmada por múltiples estudios involucrando análisis de ADN mitocóndrico y ADN nuclear. La Propuesta N° 313 al Comité de Clasificación de Sudamérica (SACC), siguiendo los estudios de filogenia molecular de Ohlson et al (2007), aprobó la adopción de la nueva familia Tityridae, incluyendo éstos y otros géneros.
Las evidencias sugieren que existen dos clados basales dentro de esta familia, el primero incluyendo los géneros Schiffornis, Laniocera y Laniisoma (con una fuerte sustentación por el método de remuestreo estadístico Bootstrapping), y la segunda incluye a Iodopleura, Tityra, Xenopsaris, y Pachyramphus (con pobre sustentación por bootstraping).
Los amplios estudios genético-moleculares de Tello et al (2009) y Ohlson et al (2013) descubrieron una cantidad de relaciones novedosas dentro de los paseriformes subóscinos que todavía no están reflejados en la mayoría de las clasificaciones. Específicamente para la familia Tiryridae, corroboraron las tesis anteriores y propusieron las subfamilias Schiffornithinae Sibley & Ahlquist, 1985 agrupando Schiffornis, Laniocera y Laniisoma y Tityrinae Gray, 1840 agrupando Iodopleura, Tityra, Xenopsaris y Pachyramphus. 

### Cladograma propuesto para la familia Tityridae
De acuerdo a Ohlson et al. 2013, queda así definida la posición y composición de la familia:
|           | Oxyruncidae |
|           | |
|           | Onychorhynchidae |
|           | |
| Tityridae | \| \| Tityrinae: Iodopleura, Tityra, Xenopsaris, Pachyramphus \| \| \| \| \| \| Schiffornithinae: Schiffornis, Laniocera, Laniisoma \| \| \| \| |
|           | \| \| Tityrinae: Iodopleura, Tityra, Xenopsaris, Pachyramphus \| \| \| \| \| \| Schiffornithinae: Schiffornis, Laniocera, Laniisoma \| \| \| \| |
|           | Pipritidae |
|           | |
|           | Platyrinchidae |
|           | |
|           | Tachurisidae |
|           | |
|           | Rhynchocyclidae |
|           | |
|           | Tyrannidae |
|           | |
|           | Tityrinae: Iodopleura, Tityra, Xenopsaris, Pachyramphus                                                                                         |
|           | |
|           | Schiffornithinae: Schiffornis, Laniocera, Laniisoma                                                                                             |
|           | |

|  | Tityrinae: Iodopleura, Tityra, Xenopsaris, Pachyramphus |
|  |                                                         |
|  | Schiffornithinae: Schiffornis, Laniocera, Laniisoma     |
|  |                                                         |

|           | Oxyruncidae |
|           | |
|           | Onychorhynchidae |
|           | |
| Tityridae | \| \| Tityrinae: Iodopleura, Tityra, Xenopsaris, Pachyramphus \| \| \| \| \| \| Schiffornithinae: Schiffornis, Laniocera, Laniisoma \| \| \| \| |
|           | \| \| Tityrinae: Iodopleura, Tityra, Xenopsaris, Pachyramphus \| \| \| \| \| \| Schiffornithinae: Schiffornis, Laniocera, Laniisoma \| \| \| \| |
|           | Pipritidae |
|           | |
|           | Platyrinchidae |
|           | |
|           | Tachurisidae |
|           | |
|           | Rhynchocyclidae |
|           | |
|           | Tyrannidae |
|           | |
|           | Tityrinae: Iodopleura, Tityra, Xenopsaris, Pachyramphus                                                                                         |
|           | |
|           | Schiffornithinae: Schiffornis, Laniocera, Laniisoma                                                                                             |
|           | |

|  | Tityrinae: Iodopleura, Tityra, Xenopsaris, Pachyramphus |
|  |                                                         |
|  | Schiffornithinae: Schiffornis, Laniocera, Laniisoma     |
|  |                                                         |

## Estado de conservación

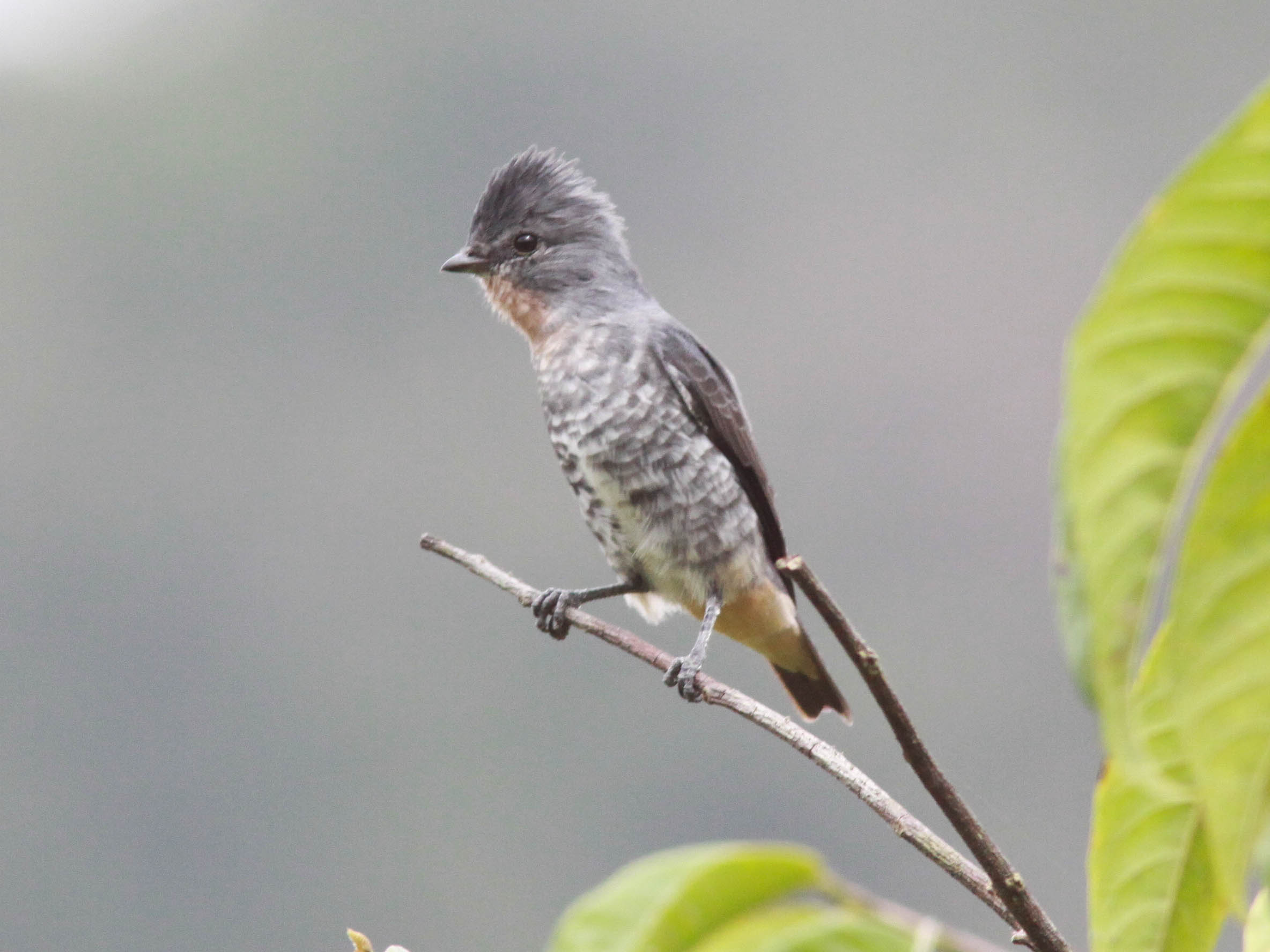
Iodopleura pipra, especie amenazada.

De acuerdo con la Unión Internacional para la Conservación de la Naturaleza (IUCN), la situación de conservación en el mes de noviembre de 2023, de las 38 especies listadas por Birdlife International, excluyendo las pertenecientes a Géneros con taxonomía no resuelta es la siguiente:
- CR Críticamente amenazada: ninguna especie.
- EN Amenazadas de extinción: 1 especie (2,5% de los titíridos): el endemismo brasileño cotinguita pipra (Iodopleura pipra).
- VU Vulnerables: 1 especie (2,5% de los titíridos): el endemismo ecuatoriano - peruano anambé pizarra (Pachyramphus spodiurus)
- NT Casi amenazadas: 2 especies (5% de los titíridos).
- LC Preocupación menor: 34 especies (90% de los titíridos).

## Lista sistemática de géneros y especies
Según las clasificaciones del Congreso Ornitológico Internacional y Clements Checklist/eBird, así como también de las clasificaciones Aves del Mundo (HBW) y Birdlife International (BLI), la familia agrupa a los siguientes géneros y especies, con las debidas diferencias comentadas a seguir, en Géneros con taxonomía no resuelta y en Notas taxonómicas. Los taxones para los cuales no hay completo acuerdo sobre su categoría de especie plena o subespecie, exhiben el nombre de la nominal entre paréntesis. Los nombres en español, a menos que se encuentren entre paréntesis, provienen de la lista propuesta por la Sociedad Española de Ornitología.
| Imagen | Género                               | Especies |
| ------ | ------------------------------------ | --- |
|        | Tityra Vieillot, 1816                | - Tityra inquisitor – titira piquinegro; - Tityra cayana – titira colinegro; - Tityra (cayana) braziliensis – (titira colinegro oriental); - Tityra semifasciata – titira enmascarado; - Tityra leucura – (titira coliblanco). |
|        | Schiffornis Bonaparte, 1854          | - Schiffornis major – llorón de varzea; - Schiffornis olivacea – (llorón oliváceo); - Schiffornis veraepacis – (llorón norteño); - Schiffornis aenea – (llorón de los Andes); - Schiffornis stenorhyncha – (llorón alirrufo); - Schiffornis turdina – llorón turdino; - Schiffornis virescens – llorón verdoso. |
|        | Laniocera Lesson, 1841               | - Laniocera rufescens – plañidera moteada; - Laniocera hypopyrra – plañidera cenicienta. |
|        | Iodopleura Lesson, 1839              | - Iodopleura isabellae – cotinguita cejiblanco; - Iodopleura fusca – cotinguita oscuro; - Iodopleura pipra – cotinguita pipra. |
|        | Laniisoma Swainson, 1832             | - Laniisoma elegans – cotinga elegante (brasileña); - Laniisoma buckleyi – (cotinga elegante andina); |
|        | Xenopsaris Ridgway, 1891             | - Xenopsaris albinucha – anambé chico. |
|        | Pachyramphus Gould & G.R. Gray, 1839 | - Pachyramphus viridis – anambé verdoso; - Pachyramphus (viridis) xanthogenys – (anambé verdoso cariamarillo); - Pachyramphus (viridis) griseigularis – (anambé cariverde); - Pachyramphus versicolor – anambé barrado; - Pachyramphus spodiurus – anambé pizarra; - Pachyramphus rufus – anambé cinéreo; - Pachyramphus castaneus – anambé castaño; - Pachyramphus cinnamomeus, anambé canelo; - Pachyramphus salvini – anambé críptico; - Pachyramphus polychopterus – anambé aliblanco; - Pachyramphus albogriseus – anambé blanquinegro; - Pachyramphus major – anambé mexicano.; - Pachyramphus (major) uropygialis – (anambé mexicano occidental); - Pachyramphus marginatus – anambé capirotado; - Pachyramphus surinamus – anambé de Surinam; - Pachyramphus aglaiae – anambé degollado; - Pachyramphus niger – anambé jamaicano; - Pachyramphus homochrous – anambé unicolor; - Pachyramphus minor – anambé gorgirrosa; - Pachyramphus validus – anambé grande. |

## Géneros y especies con taxonomía no resuelta
Adicionalmente a las especies listadas arriba, podrían pertenecer también a esta familia los siguientes géneros y especies:

### GéneroOxyruncus
- Oxyruncus cristatus – picoagudo.

Las evidencias sugerían que esta especie, tradicionalmente colocada en Cotingidae, también pertenece a la presente familia; sin embargo, trabajos recientes no encontraron ningún soporte consistente para estas relaciones, por lo tanto, el SACC, mediante la aprobación de la Propuesta N° 134, resucitó la familia Oxyruncidae Ridgway, 1906 para situar exclusivamente esta especie única. Clements/eBird v2019 sigue esta recomendación, mientras el IOC, HBW y BLI todavía la sitúan en la presente familia.

### GéneroOnychorhynchus, los mosqueros reales
- Onychorhynchus coronatus – mosquero real;
  - Onychorhynchus (coronatus) mexicanus – (mosquero real centroamericano);
  - Onychorhynchus (coronatus) occidentalis – (mosquero real pacífico);
- Onychorhynchus (coronatus) swainsoni – (mosquero real atlántico).

### GéneroMyiobius, las moscaretas
- Myiobius villosus – moscareta vellosa;
- Myiobius sulphureipygius – moscareta culiamarilla;
- Myiobius barbatus – moscareta barbada;
- Myiobius atricaudus – moscareta colinegra.

### GéneroTerenotriccus
- Terenotriccus erythrurus – mosquerito colirrojo.

La taxonomía de estos tres géneros siempre fue muy controvertida, y originalmente fueron situadas en la familia Tyrannidae; otras clasificaciones las sitúan actualmente en la familia Oxyruncidae, como Clements Checklist/eBird v2019 o en Tityridae, como el Congreso Ornitológico Internacional (IOC) y Aves del Mundo, esta última como una subfamilia Onychorhynchinae, siguiendo los estudios genético-moleculares de Ohlson et al. (2008) y Tello et al. (2009), Los estudios de Ohlson et al. (2013). sitúan a estos tres géneros en una nueva  familia propuesta Onychorhynchidae. El Comité Brasileño de Registros Ornitológicos (CBRO) y Avibase ya adoptan dicha familia. El Comité de Clasificación de Sudamérica (SACC), con base en los estudios citados y en las evidencias presentadas en el estudio de Oliveros et al. (2019), que demostraron que los géneros Onychorhynchus y Myiobius divergieron del resto de Tyrannidae alrededor de 23 mya (millones de años atrás) en el Mioceno temprano, finalmente aprobó la nueva familia en la parte A de la Propuesta no 827.